# Ward Leunckens
Ward Leunckens (10 november 2000) is een Belgische atleet, die gespecialiseerd is in de middellange afstand en het veldlopen. Dat deed hij t.e.m. juni 2025 in combinatie met een studie bio-ingenieurswetenschappen aan de KUL.

## Loopbaan
In 2019 nam Leunckens deel aan de Europese kampioenschappen veldlopen U20 in Dublin en in 2021 aan de Europese kampioenschappen veldlopen U23 in Dublin.
In 2022 werd hij derde op de 1500 m op de Belgische indoorkampioenschappen.
in 2021 en 2024 nam Leunckens ook deel aan de Antwerp 10 Miles. Daarin werd hij respectievelijk 15de en 5de.

## Persoonlijke records
Outdoor
| Onderdeel | Prestatie | Datum            | Plaats    |
| --------- | --------- | ---------------- | --------- |
| 800 m     | 1.49,41   | 12 augustus 2023 | Huizingen |
| 1500 m    | 3.45,01   | 22 juli 2023     | Ninove    |
| 3000 m    | 8.08,34   | 1 mei 2025       | Herentals |

Indoor
| Onderdeel | Prestatie | Datum            | Plaats |
| --------- | --------- | ---------------- | ------ |
| 800 m     | 1.51,64   | 30 januari 2022  | Gent   |
| 1500 m    | 3.46,98   | 19 februari 2022 | Gent   |

## Palmares

### 800 m
- 2017:   BK outdoor
- 2018:   BK outdoor

### 1500 m
- 2022:  BK AC indoor - 3.47,83

### veldlopen
- 2019: 36e EK U20 in Lissabon
- 2021: 35e EK U23 in Dublin

### straatlopen
- 2021: 15e Antwerp 10 Miles
- 2024: 5e Antwerp 10 Miles